# Ильчинец
Ильчинец — река на полуострове Камчатка в России. Впадает в реку Камчатка слева на расстоянии 64 км от устья. Длина реки — 70 км, площадь водосборного бассейна — 729 км². По данным государственного водного реестра России относится к Анадыро-Колымскому бассейновому округу. Код водного объекта 19070000112120000017923.

## Притоки
- Кищущ (пр)
- 16 км: Волчий (лв)
- 19 км: Сухой Ильчинец (пр)
- Высокотравный (пр)
- Крутогорный (лв)
- Кулишка (лв)
- Рыбный 2-й (лв)
- Безымянный (лв)
- Подгорный (лв)
- Хребтовый (лв)
- Корыто (пр)
- Топографический (пр)